# یوزف ویرت

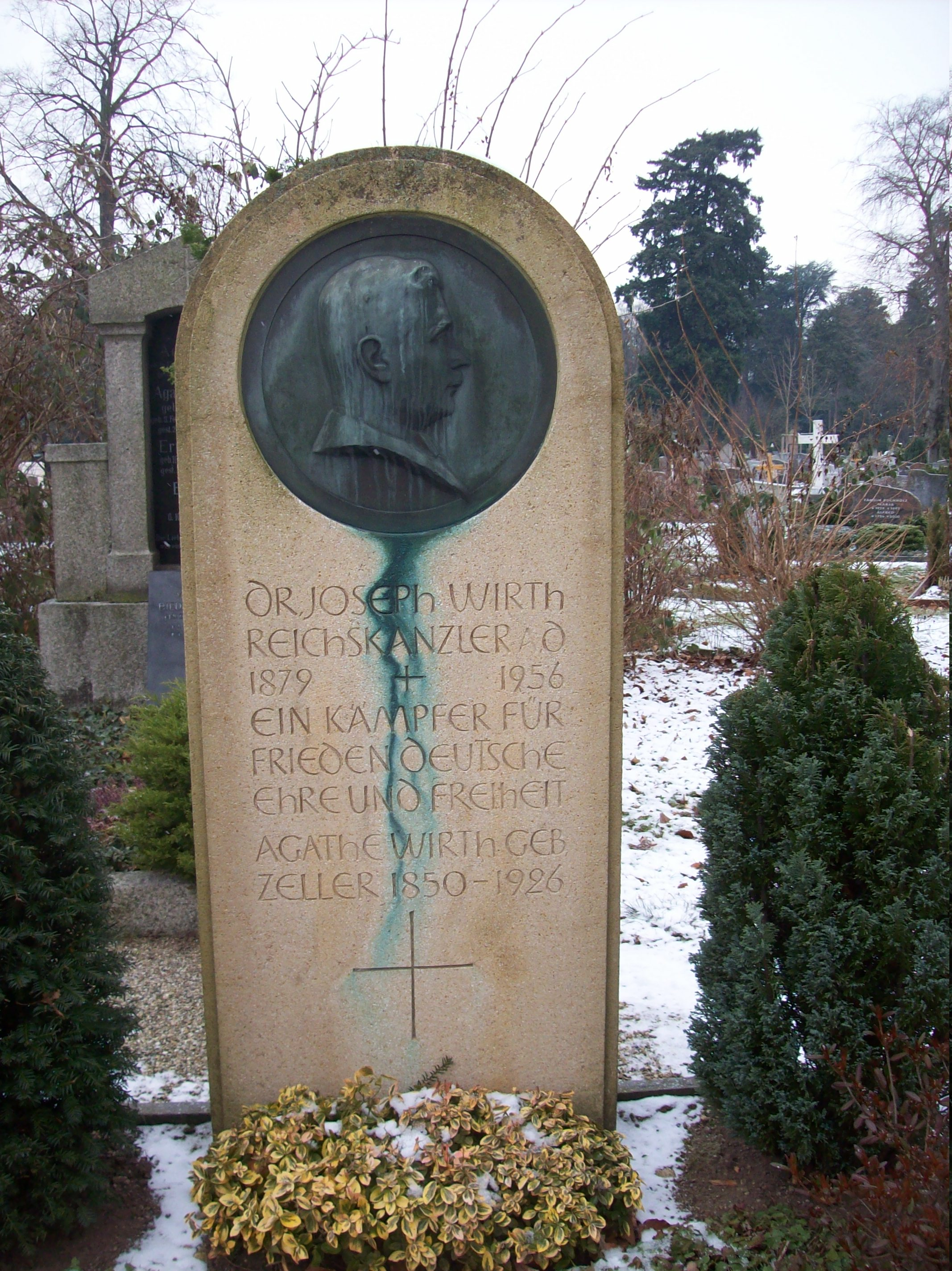
قبر ویرت در فرایبورگ

کارل یوزف ویرت (به آلمانی: Karl Joseph Wirth) (زادهٔ ۶ سپتامبر ۱۸۷۹ – درگذشته ۳ ژانویه ۱۹۵۶) سیاست‌مدار آلمانی، عضو حزب مرکزی آلمان و صدراعظم این کشور میان سال‌های ۱۹۲۱ تا ۱۹۲۲ بود. وی در ۴۱ سالگی به مقام صدراعظمی آلمان رسید. او جوان‌ترین صدراعظم تاریخ آلمان بوده‌است.

## زندگی
ویرت در فرایبورگ زاده‌شد. پدرش مهندس بود. او در دانشگاه فرایبورگ به تحصیل پرداخت. در ۱۹۰۸ کرسی اقتصاد دانشکده فنی دانشگاه فرایبورگ به او سپرده‌شد. در ۱۹۱۳ در حزب مرکزی آلمان در بادن جایگاهی به دست آورد. در ۱۹۱۹ به عضویت مجلس مؤسسان در وایمار درآمد. در ۱۹۲۰ و پس از رخداد توطئه کاپ، او به وزارت دارایی رسید.
با کناره‌گیری کنستانتین فرنباخ، ویرت مأمور تشکیل دولت شد. ویرت توانست ائتلافی میان احزاب مختلف برقرار سازد. وی وزارتخانهٔ تازه‌ای را به نام وزارت بازسازی پایه گذاشت. دولت او با درگیری‌های داخلی، غرامت سنگینی که متفقین از آلمان می‌خواستند و تورم رو به رشد، روبه‌رو بود. همچنین جامعه ملل رأی به جداسازی شمال سیلیزیا و پیوستن آن به لهستان داده‌بود، منطقه‌ای که بخشی از صنایع آلمان در آن قرار داشت و این جداسازی سبب نگرانی دولت می‌شد. در نتیجه ویرت استعفا داد، ولی هیچ‌کس حاضر به پذیرش صدراعظمی نشد، در نتیجه ویرت دوباره به صدارت عظمی بازگشت.
در ۱۹۵۵ یوزف ویرت به دلیل موضع‌گیری‌های ضد فاشیستی‌اش جایزه صلح لنین را دریافت کرد.